# Щербаченко, Иван Фёдорович
Иван Фёдорович Щербаченко (1900 — ?) — геолог, первый директор МГРИ (1930—1931), выпускник Московской горной академии.

## Биография
Родился 20 октября (2 ноября) 1900 года в городе Мирополье Суджанского уезда Курской губернии. Сейчас это село Краснопольского района Сумской области Украины. Дед был крепостным, после освобождения стал рыбаком на Азовском море, а позже осел в селе Мирополье. Отец — крестьянин, воевал, на службе обучался грамоте и санитарному делу, к 1908 году дослужился до фельдшера. Младший брат Евгений — участник Великой Отечественной войны. 
В 1912 году окончил начальную школу, поступил в городское училище, в 1917 году поступил в Суджанскую учительскую семинарию, в 1919 числился в Институте народного образования.
В ноябре 1919 года вошёл в инициативную группу по созданию в Судже организации Российского коммунистического союза молодежи (РКСМ) и стал секретарём его уездного комитета. Принимал участие в продразверстке. В конце 1919 году вступил в ВКП(б). В августе 1920 года был направлен в Москву, где до марта 1921 года был курсантом Московской военно-инженерной школы. Трехлетнее обучение окончено не было, курсант был направлен к Эфраиму Марковичу Склянскому, который определил Щербаченко в ВЧК. С 14 марта 1921 года в должности информатора военно-информационного отдела в Бауманском районном политбюро Московской чрезвычайной комиссии (МЧК). Через несколько месяцев вошёл в состав городского политбюро ЧК.
В феврале 1922 года ВЧК упразднили и учредили Государственное политическое управление. Щербаченко становится делопроизводителем учётно-статистического отделения, затем — помощником уполномоченного секретного отдела Московского губернского политотдела ГПУ. В октябре 1923 года увольняется из ГПУ и зачисляется в Московскую горную академию.
Учился в вузе с 1923 по 1930 год с перерывами (работал на предприятиях «Азнефти», с мая 1927 по февраль 1928 г. управляющий Кызык-Чадырским золотоносным районом Тувинской Народной Республики).
В апреле 1930 года ещё будучи студентом назначен первым директором Высшего геолого-разведочного училища (будущий МГРИ). Одновременно руководил Московским геологоразведочным техникумом.
С ноября 1931 по март 1937 г. директор Сибирского горного института (Иркутск) (ВТУЗ горнометаллургического комбината цветных металлов, золота и платины, с 1932 г. Сибирский горно-металлургический учебный комбинат, в 1932–1933 гг. – Сибирский горный институт «Востокзолото», затем до 1935 г. Восточно-Сибирский институт цветных металлов и золота, в 1935–1937 гг. – Восточно-Сибирский горный институт). Одновременно доцент по кафедре динамической геологии.
В марте 1937 года исключен из партии «за сокрытие во время проверки обмена партийных документов троцкистских колебаний в 1923 г.». и снят с должности. В документе 1939 года указан как геолог Намаминской геолого-поисковой партии комбината «Байкалзолото» Иркутского геологического управления.
Арестован 30 июня 1941 года, на тот момент - главный геолог треста «Башзолото». Осужден по ст. 58-10  и приговорен к 10 годам ИТЛ. Дальнейшая судьба не известна.